# NK Šenčur
Nogometni klub Šenčur (tiếng Việt: Câu lạc bộ bóng đá Šenčur), thường hay gọi NK Šenčur hoặc đơn giản Šenčur, là một câu lạc bộ bóng đá Slovenia đến từ thị trấn Šenčur, thi đấu ở Giải bóng đá hạng ba quốc gia Slovenia. Câu lạc bộ được thành lập năm 1951.

## Danh hiệu
- Giải bóng đá hạng ba quốc gia Slovenia: 2

2004–05, 2008–09
- MNZG-Kranj Cup: 5

2007–08, 2010–11, 2011–12, 2012–13, 2013–14